# 特供
特供是一種专门为特定人群供应有着特殊来源的优质物品，部分地區将其设置为成体系的制度，称之为特供制度。特供制度在历史上由来已久。在封建时代的中国，凡是疆域内或藩属国中的一方之土有任何特产或新奇之物，便要定期筛选当中最新、最良好的上品向朝廷按时交纳，以供皇帝和皇室贵族使用并赐以下人，该制度被称为“贡赋”。本条目主要介绍各地特供的发展状况。

## 各地特供制度

### 中國大陸
自中华人民共和国成立之后，便有通过特殊渠道向党和国家领导人、党政军各级官员以及其他具有特别身份或地位的人群供应优质特制物品的制度存在，这一制度被称为“特供体制”。该制度起源于中共延安时期，最初是为了在困难时期保证最高领导层的健康安全和生活质量而设立，其所供应的物品也多仅限于食品和日用品，后来逐渐扩展至奢侈品、稀有物件、生活保障、乃至进口产品（如友谊商店）等在内的诸多方面并最终发展成一种特权待遇。在过去，不少商品会标榜自己为特供商品以吸引眼球。2013年，国家机关事务管理局等五个部门联合下发《关于严禁中央和国家机关使用“特供”“专供”等标识的通知》，严禁中央和国家机关使用、自行或授权制售冠以“特供”“专攻”等标识商品，部分商品改用“定制”等名义躲避监管。人民日报的一篇评论称特供制度已经被取消多年，将市面上特供商品的存在批驳为特权思维。
除了针对干部专员、高级知识分子及其亲属等重要人物的特供之外，在上世纪中的中国经济困难时期还曾对运动员等部分其他特需人员给予副食品供应上的特殊照顾。譬如凡是达到国家“运动健将”一级水平的运动员，每人在北京进行比赛期间的每天均可获得4两鲜肉的供应。当时仅两人享有这一特殊待遇：陈镜开（举重）和穆祥雄（游泳）。
此外，中華人民共和國成立後还仿造蘇聯模式開設了類似小白樺商店的特權商店。這種商店只有外国人和達到一定級別的政府幹部纔能进入。雖然當時中華人民共和國國內的物資並不寬裕，但是這些商店裏有質量很高而且十分廉價的貨物。在改革開放後發行的「外匯券」、開設的友誼商店也有類似性質。随着改革开放进程，目前友谊商店已经全部转型为一般百货商店。

### 蘇聯
苏联政府设立了使用外汇购买商品的商店，称为“小白樺商店”。该商店一般仅为外国人服務，但也能給苏联政府官员等特权阶层提供稀缺食品和外国享乐用品，是「红色贵族」的象征。

### 東德
德意志民主共和国成立后，政府在其境内设立了名为国际商店（Intershop）的用于销售高级产品的连锁商店，这些商店禁止使用东德马克支付，仅接受以外币或名为Forumscheck的支票等硬通货支付。最初是面向西方游客开设的，以补充东德外汇储备。1974年后，东德居民亦被允许在国际商店购物。

### 美國
美国政府声称其从联邦政府到各个州政府中的“任何政府机构都没有所谓的‘特供’食品”。不过总统官邸内的庭院当中仍设有大范围的园地（面积约2800平方英尺）被用于生产食材，以专供总统和第一家庭在国宴和私人宴会上的食材消耗。总统府内设有为总统一家专门服务的厨房，厨房内的工作人员则被要求全天24小时内随时待命以为总统家提供餐饮，这给了总统一家在饮食上相当大的选择权，而这些食物在被端上总统一家餐桌之前便须经该厨房内厨师之手，通过严格筛选之后才能够被烹饪供应，以保障第一家庭的绝对安全。不过总统家庭在白宫外的饮食则相对受限制，美国特勤局需保障总统的安全，如需要外出用餐则必须事先与其协调，直到确认该餐厅的安全状况才可前往。此外，在处理白宫以外来源的食物时，除非有官方的“食品鉴定家”来确保该食品的安全并可以食用，否则总统可能不被允许食用它。值得一提的是，这个园地中的食物收成有时还可作为外交礼物用于赠送他国访客，如美国前任总统奥巴马就曾经送出过该地蜂房产出的蜂蜜和用甘菊做的茶袋。
除了食物之外，美国总统在衣食住行的其他领域方面亦享受特殊待遇，而美国特勤局则负责总统在所有场合下的安全工作。如总统在出行时不被允许乘坐商业航空公司的航班，每次出行必有专门车队/机队跟随。包括空军一号、陆战队一号等专机专车也全天待命随时准备将总统运往全球任何一个地点，而法律甚至禁止总统拒绝来自特勤局的保护。